# Путиловы
Путиловы — старинные русские дворянские роды.
В Гербовник внесены две фамилии Путиловых, имеющих особые гербы:
1. Путиловы, предки которых жалованы были в 1582 году поместьями (Герб Часть IV. № 60).
2. Потомки Андрея Путилова, которым жалована была ввозная грамота в 1683 году (Герб. Часть X. № 91)[1].

Первая из них, внесённый Губернским дворянским депутатским собранием в VI часть дворянской родословной книги Самарской губернии, восходит к концу XVI века, а другая, восходящий к концу XVII века, внесён в VI часть родословной книги Костромской губернии Российской империи.
Эти дворянские роды были утверждены Герольдией Правительствующего Сената в древнем (столбовом) дворянстве, их гербы записаны в Части IV и X Общего гербовника дворянских родов Всероссийской империи, страницы 60 и 91 (соответственно).
Известны ещё несколько родов дворян Путиловых, позднейшего происхождения.

## Описание гербов

#### Герб. Часть IV. № 60.
В золотом щите изображено песчаное поле, по нему через овраг скачет воин на коне с мечом и щитом в руках.
На щите дворянский коронованный шлем. Нашлемник: три страусовых пера. Намёт на щите голубой, подложенный серебром.ненск

#### Герб. Часть 10. № 91.
Герб потомства Андрея Путилова: Щит разделен перпендикулярно на две части, в которых изображены, в первой части в красном поле серебряная крепость, а во второй в голубом поле на коне воин, скачущий в правую сторону, держащий в руке копье. Щит увенчан дворянским шлемом и короной с тремя страусовыми перьями. Намет на щите голубой, подложен серебром.

## Известные представители
- Путилов Богдан — воевода в Царёвококшайске в 1601 г.
- Путилов Степан — воевода в Яранске в 1651 г[7].
- Путилов Алексей Иванович.
- Путилов Николай Иванович.
- Путилов, Павел Николаевич (1854—1919).